# 1212 هـ
1212 هـ هي سنة في التقويم الهجري امتدت مقابلةً في التقويم الميلادي بين سنتي 1797 و1798.

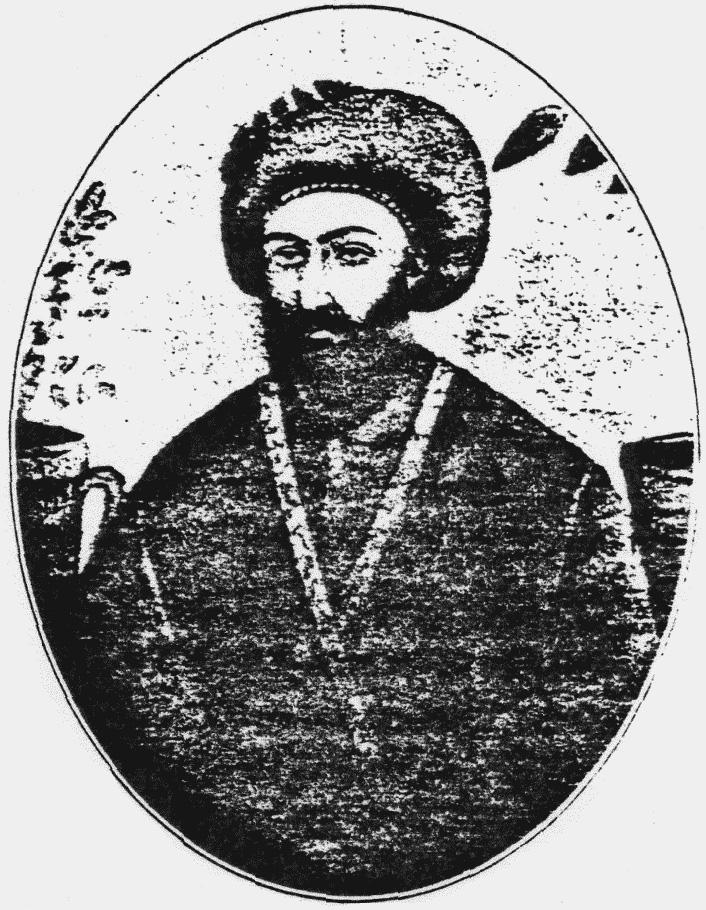
كاظم الرشتي

## أحداث
- انضمت عسير إلى الدولة السعودية الأولى على أنهم أيدوا دعوة الشيخ محمد بن عبد الوهاب.
- 27 ذو الحجة - القائد الفرنسي نابليون بونابرت يقوم بغارة مفاجئة على مالطا، وينهي دولة فرسان مالطا، وذلك أثناء حملته على مصر.
- وباء الطاعون يكتسح المغرب الأقصى مخلفا دمارا هائلا، من بين ضحاياه الأميران مولاي هشام ومولاي الحسين، اللذان كانا من بين المتنافسين على العرش، الأمر الذي يسر انتقال السلطة إلى أخيهم مولاي سليمان.

## مواليد
- كاظم الرشتي.
- هادي السبزواري

## وفيات
- محمد مهدي بحر العلوم
- ثويني بن عبد الله السعدون.
- عبد الرحمن بن محمد العلوي، أمير علوي مغربي ابن السلطان محمد الثالث بن عبد الله.